# Cristelos
Cristelos est une ancienne paroisse civile portugaise (en portugais : freguesia) de la municipalité de Lousada, dans le district de Porto.
La loi no 11-A/2013 du 28 janvier 2013 portant réorganisation administrative du territoire des freguesias supprime la paroisse civile de Cristelos, qui fusionne avec Boim et Ordem pour former l'União das freguesias de Cristelos, Boim e Ordem dont le siège à est Cristelos.